# LiigaPloki Pihtipudas 2017-2018
Questa voce raccoglie le informazioni riguardanti il LiigaPloki Pihtipudas nelle competizioni ufficiali della stagione 2017-2018.

## Organigramma societario
Area direttiva
- Presidente: Arto Ihalainen

Area tecnica
- Allenatore: Jukka Koskinen
- Allenatore in seconda: Mikko Pesonen
- scoutman: Jarkko Tyvimaa

## Rosa
| N° | Nome                | Ruolo | Data di nascita | Nazionalità sportiva |
| -- | ------------------- | ----- | --------------- | -------------------- |
| 3  | Sini Nousiainen     | C     | 31 luglio 1997  | Finlandia            |
| 4  | Anastasia Boricheva | C     | 9 dicembre 1997 | Finlandia            |
| 5  | Riikka Sainila      | P     | 5 aprile 1998   | Finlandia            |
| 6  | Emilia Kääntä       | S     | 21 agosto 1999  | Finlandia            |
| 8  | Sini Koljonen       | L     | 3 gennaio 1996  | Finlandia            |
| 9  | Meredith Hardy      | C     | 1º aprile 1993  | Stati Uniti          |
| 10 | Suzanne Horner      | P     | 9 dicembre 1994 | Stati Uniti          |
| 11 | Canace Finley       | O     | 11 marzo 1994   | Stati Uniti          |
| 12 | Anniina Matalamäki  | L     | 4 luglio 1996   | Finlandia            |
| 14 | Nette Tuominen      | S     | 21 gennaio 1990 | Finlandia            |
| 15 | Alexandra Reid      | S     | 25 gennaio 1994 | Stati Uniti          |

## Statistiche

### Statistiche dei giocatori
| Giocatrice    | L. Mestaruusliiga | L. Mestaruusliiga | L. Mestaruusliiga | L. Mestaruusliiga | L. Mestaruusliiga | Coppa di Finlandia | Coppa di Finlandia | Coppa di Finlandia | Coppa di Finlandia | Coppa di Finlandia | Totale | Totale | Totale | Totale | Totale |
| Giocatrice    | P                 | PT                | AV                | MV                | BV                | P                  | PT                 | AV                 | MV                 | BV                 | P      | PT     | AV     | MV     | BV     |
| ------------- | ----------------- | ----------------- | ----------------- | ----------------- | ----------------- | ------------------ | ------------------ | ------------------ | ------------------ | ------------------ | ------ | ------ | ------ | ------ | ------ |
| A. Boricheva  | 33                | 165               | 79                | 56                | 30                | 1                  | 0                  | 0                  | 0                  | 0                  | 34     | 165    | 79     | 56     | 30     |
| C. Finley     | 33                | 501               | 430               | 48                | 23                | 1                  | 13                 | 13                 | 0                  | 0                  | 34     | 514    | 443    | 48     | 23     |
| M. Hardy      | 33                | 394               | 279               | 69                | 46                | 1                  | 18                 | 17                 | 0                  | 1                  | 34     | 412    | 296    | 69     | 47     |
| S. Horner     | 33                | 143               | 53                | 36                | 54                | 1                  | 3                  | 2                  | 0                  | 1                  | 34     | 146    | 55     | 36     | 55     |
| E. Kääntä     | 26                | 49                | 31                | 1                 | 17                | -                  | -                  | -                  | -                  | -                  | 26     | 49     | 31     | 1      | 17     |
| S. Koljonen   | 10                | 0                 | 0                 | 0                 | 0                 | -                  | -                  | -                  | -                  | -                  | 10     | 0      | 0      | 0      | 0      |
| A. Matalamäki | 33                | 0                 | 0                 | 0                 | 0                 | 1                  | 0                  | 0                  | 0                  | 0                  | 34     | 0      | 0      | 0      | 0      |
| S. Nousiainen | 19                | 3                 | 0                 | 0                 | 3                 | 1                  | 0                  | 0                  | 0                  | 0                  | 20     | 3      | 0      | 0      | 3      |
| A. Reid       | 33                | 472               | 374               | 61                | 37                | 1                  | 14                 | 10                 | 1                  | 3                  | 34     | 486    | 384    | 62     | 40     |
| R. Sainila    | 26                | 7                 | 1                 | 0                 | 6                 | 1                  | 0                  | 0                  | 0                  | 0                  | 27     | 7      | 1      | 0      | 6      |
| N. Tuominen   | 33                | 329               | 255               | 36                | 38                | 1                  | 12                 | 11                 | 0                  | 1                  | 34     | 341    | 266    | 36     | 39     |

P = presenze; PT = punti totali; AV = attacchi vincenti; MV = muri vincenti; BV = battute vincenti